# Amata chariessa
Amata chariessa là một loài bướm đêm thuộc phân họ Arctiinae, họ Erebidae.